# کنترل دسترسی اجباری
در مبحث امنیت رایانه، کنترل دسترسی اجباری اشاره به نوعی کنترل دسترسی دارد که در آن سیستم‌عامل یک سوژه را طوری محدود می‌کند که به یک شی دسترسی نداشته باشد یا به طور کلی نتواند برخی عملیات‌های خاص را بر روی آن شی انجام دهد. در عمل، یک سوژه معمولاً یا فرایند یا یا ریسه است و اشیا هم ساختارهایی همانند فایل‌ها، دایرکتوری‌ها، پورت‌های شبکه، سگمنت‌های حافظه اشتراکی، دستگاه‌های ورودی/خروجی و ... هستند. سوژه‌ها و اشیا هر کدام دارای تعدادی مجموعه‌ای از خصوصیات امنیتی هستند. هر وقت که یک سوژه سعی می‌کند به شیئی دسترسی داشته باشد، یک قانون اجازه‌یابی توسط هسته سیستم‌عامل به اجرا درآمده و با بررسی کردن این خصوصیات، تصمیم می‌گیرد که آیا سوژه می‌تواند به شی دسترسی داشته باشد یا خیر. هر عملی که از سوی هر سوژه‌ای بر روی هر شیئی صورت پذیرد، باید در برابر این قوانین اجازه‌یابی (که به آنها سیاست دستیابی هم می‌گویند) آزمایش شود تا تعیین شود که سوژه مجاز به دسترسی داشتن به شی مورد نظرش است یا نه. یک سیستم مدیریت پایگاه داده در مکانیسم کنترل دسترسی خود می‌تواند کنترل دسترسی اجباری را اعمال کند، که در این مورد، اشیا همان جداول، نماها، رویه‌ها و ... هستند.

## مقالات مرتبط
- SELinux
- TrustedBSD